# 明星晴大
明星 晴大（みょうじょう せいだい、2007年2月10日 - ）は、地方競馬の笠松競馬場後藤佑耶厩舎所属の騎手。勝負服の柄は胴黒・黄星散らし、そで黄・黒一本輪。愛媛県出身。地方競馬教養センター騎手課程第105期生。

## 来歴
2024年4月1日、後藤佑耶厩舎からデビュー。同日の笠松競馬第2レースC19組ルミエールイリゼ号にて初騎乗（8頭立て5番人気3着）。
同年4月18日、笠松競馬第3レースC12組スングリダンダン号にて初勝利（10頭立て1頭除外3番人気）。
同年6月6日、笠松競馬第10レースクイーンカップ(SPⅢ)キテヤイヨジ号で重賞初騎乗(10頭立て9番人気9着) 
2025年4月29日、笠松競馬第11レース新緑賞(SPⅢ)ゴーゴーバースデイ号で重賞初勝利(10頭立て9番人気) 。